# Суперкубок Сінгапуру з футболу
Суперкубок Сінгапуру з футболу — одноматчевий футбольний клубний турнір у Сінгапурі. У суперкубку зустрічається чемпіон країни та переможець національного кубку минулого сезону.

## Фінали
| Сезон | Переможець                  | Фіналіст                   | Рахунок        |
| ----- | --------------------------- | -------------------------- | -------------- |
| 2008  | Збройні сили Сінгапуру      | Хоум Юнайтед               | 1–1 (5–4 пен.) |
| 2009  | Легіонери С.Ліги            | Місцеві гравці С.Ліги      | 2–0            |
| 2010  | Збройні сили Сінгапуру, АІК |                            | 1–1            |
| 2011  | Тампінс Роверс              | Етуаль                     | 2–1            |
| 2012  | Тампінс Роверс              | Хоум Юнайтед               | 2–0            |
| 2013  | Тампінс Роверс              | Ворріорс                   | 2–1            |
| 2014  | Тампінс Роверс              | Хоум Юнайтед               | 1–0            |
| 2015  | Ворріорс                    | Балестьє Халса             | 1–0            |
| 2016  | Альбірекс Ніїгата Сінгапур  | ДПММ                       | 3–2            |
| 2017  | Альбірекс Ніїгата Сінгапур  | Тампінс Роверс             | 2–1            |
| 2018  | Альбірекс Ніїгата Сінгапур  | Тампінс Роверс             | 2–1            |
| 2019  | Хоум Юнайтед                | Альбірекс Ніїгата Сінгапур | 0–0 (5–4 пен.) |
| 2020  | Тампінс Роверс              | Хоуган Юнайтед             | 3–0            |
| 2021  | не проводився               | не проводився              | не проводився  |
| 2022  | Лайон Сіті Сейлорс          | Альбірекс Ніїгата Сінгапур | 2–1            |
| 2023  | Альбірекс Ніїгата Сінгапур  | Хоуган Юнайтед             | 3–0            |
| 2024  | Лайон Сіті Сейлорс          | Альбірекс Ніїгата Сінгапур | 2–0            |
| 2025  | Тампінс Роверс              | Лайон Сіті Сейлорс         | 4–1            |

## Титули за клубами
| Команда                    | Перемоги | Роки перемог                       |
| -------------------------- | -------- | ---------------------------------- |
| Тампінс Роверс             | 6        | 2011, 2012, 2013, 2014, 2020, 2025 |
| Альбірекс Ніїгата Сінгапур | 4        | 2016, 2017, 2018, 2023             |
| Ворріорс                   | 3        | 2008, 2010, 2015                   |
| Лайон Сіті Сейлорс         | 3        | 2019, 2022, 2024                   |
| АІК                        | 1        | 2010                               |
| Легіонери С.Ліги           | 1        | 2009                               |